# Busiris (stolica tytularna)
Busiris – stolica historycznej diecezji (łac. diœcesis Busiritanus) w cesarstwie rzymskim (prowincja Egipt), obecnie w Egipcie. 
Pierwszym jej wspomnianym biskupem był Atanazy (V w.). W XX wieku ustanowiona katolickim biskupstwem tytularnym.

## Biskupi tytularni
| Lp. | Biskup                     | Od                | Do              |
| --- | -------------------------- | ----------------- | --------------- |
| 1   | Alexander Chulaparambil    | 16 lipca 1914     | 21 grudnia 1923 |
| 2   | Celestino Cattaneo OFMCap. | 30 marca 1925     | 3 marca 1936    |
| 3   | Ignatius Arnoz CMM         | 13 kwietnia 1937  | 26 lutego 1950  |
| 4   | Johannes von Rudloff       | 1 kwietnia 1950   | 29 czerwca 1978 |
| 5   | Theodor Kettmann           | 27 listopada 1978 |                 |